# 国家建筑工程总局
国家建筑工程总局，簡稱建工总局，是已撤销的中华人民共和国国务院直属机构，主管建筑工程。

## 沿革
1979年3月12日，国务院发出通知，中共中央批准成立国家建筑工程总局，直属国务院，由国家基本建设委员会代管。
1982年5月4日，国家城市建设总局、国家建筑工程总局、国家测绘总局、国家基本建设委员会的部分机构和国务院环境保护领导小组办公室合并，成立城乡建设环境保护部。国家建筑工程总局企事业管理职能连同直属单位，合并组建中国建筑工程总公司。